# Georg Andreae
Georg Andreae (* 16. März 1888 in Göttingen; † 1983) war ein deutscher Jurist und Landesrat.

## Leben
Georg Andreae wurde als Sohn eines Regierungsbaumeisters 1888 in Göttingen geboren und begann nach dem Abitur ein Jurastudium in Berlin, München, Freiburg und Kiel. 1909 schloss er das Referendariat ab, wurde 1914 Assessor und promovierte 1913 mit dem Thema Das Recht des Antragsempfängers.
Er kämpfte im Ersten Weltkrieg und wurde Oberleutnant der Reserve.
Nach dem Krieg war er u. a. im Juni 1918 als Assessor bei der Provinzialverwaltung Hannover und wurde hier 1926 Landesrat. Anfangs im Dezernat für das Landesfürsorgewesen und die Kriegsbeschädigtenfürsorge, war er später zusätzlich im Dezernat für das Anstaltswesen tätig.
Zum 1. Mai 1933 trat er in die NSDAP ein (Mitgliedsnummer 2.956.165) und wurde im Juli 1933 zusätzlich noch förderndes Mitglied der SS. Von 1934 bis Kriegsende war er Verwaltungsdezernent für die Fürsorge sowie der Heil- und Pflegeanstalten der Provinzialverwaltung Hannover. Hierdurch war er auch zuständig für die Krankenmorde. Im Oktober 1936 hielt er bei der Tagung der Arbeitsgemeinschaft der Anstaltsdezernenten bei Deutschen Gemeindetag einen Vortrag zur Geisteskrankenführsorge im Nationalsozialismus. Er unterschied dabei in vier Gruppen. Die vierte Gruppe seien Menschen, die gänzlich unheilbar, gemeinschafts- und arbeitsunfähig seien. Eine Unterhaltung von „vollidiotischen Kindern“ lasse „keine nationalsozialistische Aufgabe erkennen“, sei aber aufgrund geltenden Rechts weiterhin, aber mit einfachsten Mittel, durchzuführen. Nachdem im Sommer 1940 durch das Reichsinnenministerium in den Heil- und Pflegeeinrichtungen Meldelisten für Kranke verteilt worden waren, hatte Andreae begonnen die Versendung von Kranken für das Euthanasie-Mord-Programm zu verhindern. Er erwirkte erst mal eine Fristverlängerung für die Einreichung der Meldebögen und besprach sich später mit dem Landeshauptmann der Provinz Hannover, Ludwig Geßner, über das weitere Vorgehen. Geßner fuhr mehrfach nach Berlin; er erhielt hierbei die Erkenntnis, dass für die Meldung der Kranken, z. B. in einem Gesetz, kein Verantwortlicher festgelegt war. Er aber wollte keine persönliche Verantwortung für diese Aktion übernehmen. Daher wurde Andreae beauftragt eine Denkschrift an den Reichsinnenminister Frick vorzubereiten. Andreae kontaktierte dafür den Professor und Anstaltsleiter Gottfried Ewald, welcher sich bereits gegen das Euthanasie-Programm ausgesprochen hatte. Auch Walter Creutz, Dezernent für das Anstaltswesen der Rheinprovinzen, kontaktierte Anfang 1941 Andreae und Geßner, um gemeinsam die Argumentation gegen das Euthanasie-Programm zu besprechen. Creutz verfasste auf den Hannoverschen Ausführungen eine eigene Denkschrift an den Landeshauptmann der Rheinprovinz, Heinz Haake. Haake lehnte sich anfangs im Sinne der Denkschrift gegen das Euthanasie-Programm auf, gab dann aber nach dem Hinweis auf den angeblichen Führererlass den Widerstand doch auf und die Allianz zwischen den beiden Provinzen zerbrach. Nachdem Transportlisten für die Anstalten Hildesheim, Göttingen und Lüneburg bei Andreae eingetroffen waren, fuhr dieser nach Berlin, um die juristischen Bedenken zu klären. Mit Professor Werner Heyde versuchte er die Frage zu klären, ob die Anstalten als Einrichtungen der Provinzselbstverwaltung überhaupt Befehle vom Ministerium ausführen müssten. Heyde verwies u. a. auf den Führererlass und wiederholte die Anweisung zur Auslieferung der Geisteskranken. Im Februar 1941 kam der Befehl, welchen Geßner nicht mehr widersprach und letztendlich Andreae die Koordination der Aktion überließ. Hierfür führte dieser unverzüglich die Gespräche mit den Anstaltsdirektoren, sodass im März 1941 erstmals 360 Patienten „verlegt“ wurden. In der Folge koordinierte Andreae die Transporte, wie durch die Führung in Berlin erwartet. Er konnte aber bei der T4-Verwaltung in Berlin eine besondere Rückstellungsklausel für Patienten der Anstalten der Provinz Hannover erreichen, welche aber nicht wirklich genutzt wurde, da die Provinzialverwaltung (in der Person Geßner) als letzte Entscheidungsinstanz diese Rückstellungsanträge zum Teil ablehnte.
Nach Kriegsende wurde Andreae im Oktober 1945 durch die britische Militärregierung aus der Verwaltung entlassen.
Ab 1946 war er Leiter der Wohlfahrtspflegeschule Hannover. Mit dem Bescheid vom 29. April 1947 wurde er bei der Entnazifizierung in die Gruppe IV als Mitläufer eingestuft.
Anfang 1948 machte er vor der Staatsanwaltschaft Hannover eine Aussage zum Inhalt der Denkschrift von 1940/41. Hier war ein Verfahren gegen Geßner, Andreae und Paul Fröhlich wegen Verbrechen nach dem Kontrollratsgesetz Nr. 10 und Beihilfe zum Mord eröffnet worden, welches auch Geßner-Prozess genannt wurde. Ende Juli 1950 folgten Freisprüche für die Angeklagten, hatte aber zur Folge, dass alle Heil- und Pflegeanstalten in Niedersachsen in die Untersuchung zum Prozess zu den Zahlen „Sterblichkeit zur Belegung“ einbezogen wurden.
In der Aussage Andreaes am 8. August 1961 äußerte sich Paul Nitsche zur „Euthanasie“-Aktion wie folgt: „Es ist doch herrlich, wenn wir den Ballast in den Heil- und Pflegeanstalten loswerden. Endlich können wir Therapie treiben.“
Ab 1918 war Andreae verheiratet.

## Veröffentlichungen (Auswahl)
- Das Bewahrungsgesetz vom Standpunkt der Trinkerfürsorge. In: Die Alkoholfrage, Band 25, 1930, S. 13–22.
- gemeinsam mit Rudolf Hartmann: Die Notwendigkeit der reichsgesetzlichen Regelung der Wandererfürsorge. In: Deutsche Zeitschrift für Wohlfahrtspflege, 10, 1934/35, S. 395–408.
- Nochmal die Epilepsie im Sterilisationsverfahren. In: Medizinische Klinik, Nr. 32, 1936, S. 1131–1133.
- gemeinsam mit Wyneken Kobus: Fürsorge- und Versorgungsrecht. Kohlhammer, 1955.
- 75 Jahre Niedersächsischer Herbergsverband. In: Blätter der Wohlfahrtspflege, Band 113, 1966, S. 6 ff.